# Vladimir Malachov (ballerino)
Vladímir Anatól'evič Maláchov (in russo Влади́мир Анато́льевич Мала́хов?; Kryvyj Rih, 7 gennaio 1968) è un ex ballerino e direttore artistico sovietico naturalizzato austriaco.

## Biografia
Ha iniziato a studiare danza all'età di quattro anni, per poi perfezionarsi all'Accademia statale di coreografia di Mosca. 
Dopo essersi diplomato nel 1986 è stato scritturato dalla Moscow Classical Ballet in veste di primo ballerino. Dal 1992 al 1994 è stato primo ballerino della Wiener Staatsballett e dal 1994 al 1995 ha danzato come étoile del National Ballet of Canada. Nella primavera del 1995 ha fatto il suo debutto alla Metropolitan Opera House danzando con l'American Ballet Theatre, di cui è stato primo ballerino fino al 2001. Nel 1998 ha vinto il Prix Benois de la Danse. 
Nel corso della sua carriera ha danzato molti dei grandi ruoli maschili del repertorio classico e moderno, tra cui Romeo e Mercuzio in Romeo e Giulietta, Siegfried e von Rothbart ne Il lago dei cigni, Albrecht in Giselle, Lensky in Onegin, il principe Désiré ne La bella addormentata, Des Grieux ne L'Histoire de Manon e Solor ne La Bayadère.
Dal 2004 al 2014 è stato il direttore artistico del balletto della Deutsche Oper Berlin.